# 平賀三恵
平賀 三恵（ひらが みえ、1990年6月18日 - ）は、日本の元女性声優。兵庫県出身。

## 経歴
昔からアニメ好きで、声優ファンだったが、「なりたい」とまでは思ってなかった。偶々近くに声優志望の人物がおり、中学2年生の時に体験入学に誘われて、ファンだった朴璐美が講師でいると聞いて行っていた。参加者たちの「声優になりたい」という熱意に感化されたのと、アテレコ実習をしていたところすごく楽しく、朴がアテレコをするとそれまでの柔和な表情が一変して、空気が変わるほどの演技力のすごさに触れて感動して、声優を目指した。
2011年、東京アニメーター学院声優タレント本科卒業。
かつてはカレイドスコープに所属していた。

## 人物
方言は播州弁（関西弁）。音域はG - E♭。
趣味はダンス、スポーツ、タイピング。

## 出演作品

### テレビアニメ
2011年
- 森田さんは無口。（山本りつき[5]）
  - 森田さんは無口。2（山本りつき）

### OVA
- 森田さんは無口（山本りつき）

### ラジオ
- 智一・美樹のラジオビッグバン 第9期BGP（アシスタント）（文化放送、2009年11月22日 - 2010年10月3日）

ラジオドラマ
- 愛する君へ（女子アナ、外国人女）

### テレビ
- MOGITATE!バナナ大使
- アド街ック天国
- アニたま（たまタン2号）
- ザ・ゴールデンアワー
- ULALA ナナパチ（TOKYO MX、2011年10月3日 - 2012年3月30日） - MC